# Josh Willingham
Joshua David Willingham (Florence, Alabama, 17 de febrero de 1979), más conocido como Josh Willingham, es un exjugador profesional estadounidense de béisbol que se desempeñó en la posición de jardinero izquierdo en las Grandes Ligas de Béisbol (MLB). Logró obtener un Bate de Plata.

## Carrera
Willingham jugó como profesional cinco temporadas en Florida Marlins (2004-2008), después pasó a Washington Nationals (2009-2010), luego a Oakland Athletics (2011), posteriormente a Minnesota Twins (2012-2014), y finalmente, a Kansas City Royals, donde jugó una temporada (2014), y fue el equipo en el que se retiró.

## Premios
Fue galardonado con el Bate de Plata en una oportunidad (2012).